# Cintano
Cintano (en français Sintan) est une commune de la ville métropolitaine de Turin dans le Piémont en Italie.

## Lieux touristiques
- Parrocchiale di San Giovanni
- Santuario di Piova
- Villa Aurora

## Administration
| Période                                  | Période  | Identité         | Étiquette    | Qualité |
| ---------------------------------------- | -------- | ---------------- | ------------ | ------- |
| depuis 14 juin 2004                      | En cours | Antonio Giovando | Rinnovamento |         |
| Les données manquantes sont à compléter. |          |                  |              |         |

### Hameaux
Arià, Chiesa, Bosa, Gumbal, Marcellina, Cantel, Guy, Pasquarolo, Quadevia, Brichet, San Rocco, Grangia, Malpasso, Buria, Santuario, Molinatta

### Communes limitrophes
Castellamonte, Colleretto Castelnuovo, Castelnuovo Nigra